# 朱應選
朱應選（？—？），字彦宽，號堰蘭，四川成都府华阳县籍陕西三原县人，明末清初官员。

## 生平
崇祯十二年（1639年）己卯科四川乡试舉人，十三年（1640年）庚辰科進士，户部观政，授浙江归安县知县，卒于官。